# Les Solanes (la Llacuna)
Les Solanes és una obra de la Llacuna (Anoia) inclosa a l'Inventari del Patrimoni Arquitectònic de Catalunya.

## Descripció
És difícil descriure amb claredat l'estructura de l'edifici originari perquè aquest ha estat molt reformat en alguns sectors i se li han afegit noves estructures auxiliars. És de destacar el que sembla la part més antiga conservada del conjunt: un tros de paret bombat fet amb aparell de carreus irregulars més petits que a la resta de la construcció. Els angles de les parets, però mostren blocs rectangulars de pedra més ben tallada. És de notar que, a l'interior d'aquest sector, la casa conserva més de 9 arcs apuntats arrebossats).

## Història
El 1160 el bisbe de Barcelona lliurà, a la comunitat cistercenca d'Ancosa, els delmes de Sant Pere (...), de les Solanes i d'Olzina (o Alzina) Lunar. L'explotació de les Solanes fou possessió de Santes Creus. Segons M.Valls: "el 1187 Gelabert de Granada dona el mas de Solanes al monestir". De fet, les restes visibles actualment ens permeten parlar del segle xiii cosa que ve confirmada pels documents gòtics que parlen d'aquesta possessió i que encara conserva la família.